# Gladiolus sempervirens
Gladiolus sempervirens är en irisväxtart som beskrevs av Gwendoline Joyce Lewis. Gladiolus sempervirens ingår i släktet sabelliljor, och familjen irisväxter. Inga underarter finns listade i Catalogue of Life.